# 空地子
空地子，原寫為空地仔，是臺灣高雄市小港區的一個傳統地域名稱，位於該區北部東側。相較於今日行政區，其範圍大致包括濟南里中部及東北部、泰山里北半部、松金里西北部及北部邊界地帶、高松里西北部、廈莊里東南半部、合作里不含東北端及西北端、孔宅里不含北部邊界地帶及東北部邊界地帶。
本地區境內主要聚落為空地仔、籬仔內、下中、仔內，設有高鳳工家（部分）、明義國中、明義國小、青山國小。本地區西南半部的中部為高雄國際機場跑道的一部分。

## 歷史
台灣日治初期，空地子地區為一街庄，稱為「空地仔庄」（舊制街庄），隸屬於鳳山上里。該庄昔日北邊西段與過埤仔庄為鄰，北邊東段及東北邊與拷潭庄為鄰，東南邊及南邊為莿蔥腳庄，西邊為二苓庄、中大厝庄。
1901年（日治明治三十四年）11月11日，全台廢縣廳改設二十廳，該庄隸屬於鳳山廳。1904年（明治三十七年）5月3日，該庄編入「空地仔區」，隸屬於鳳山廳。1909年（明治四十二年）10月25日，全台合併二十廳為十二廳，空地仔區改隸屬於臺南廳。1920年（大正九年）10月1日，全台地方制度大改正，廢十二廳改設五州二廳，該庄改制並雅化為「空地子」大字，隸屬於高雄州鳳山郡小港庄（新制街庄）。
戰後小港庄改制為小港鄉，隸屬於高雄縣，大字亦改制為村。1950年（民國39年）10月1日，高、屏分治，小港鄉仍隸屬於高雄縣。1979年（民國68年）7月1日，省轄高雄市升格為院轄高雄市，同時將小港鄉併入成為小港區，村亦改制為里。2010年（民國99年）12月25日，高雄縣、市合併為新院轄高雄市。

## 聚落
本地區發展較早的聚落為空地仔（今雅化作孔宅）、籬仔內、下中（又稱下庄，今雅化作廈莊）、仔內、後大厝（已消失），在日治初期的官方地圖上已有記載。此外，本地區尚有桂林社區。

## 交通設施
- 高雄國際機場（跑道區）

## 學校
- 高鳳工家（部分）
- 明義國中
- 明義國小
- 青山國小（機場以南地區）